# 特瓦埃-錫亞西縣
5°57′40″S 147°11′40″E / 5.96102°S 147.19431°E
特瓦埃-錫亞西縣（英語：Tawae-Siassi District），是巴布亞新畿內亞的縣份之一，位於新畿內亞島東部，由莫雷貝省負責管轄，首府設於瓦蘇，面積2,535平方公里，2011年人口54,340，人口密度每平方公里21人。